# 白馬岳頂上宿舎

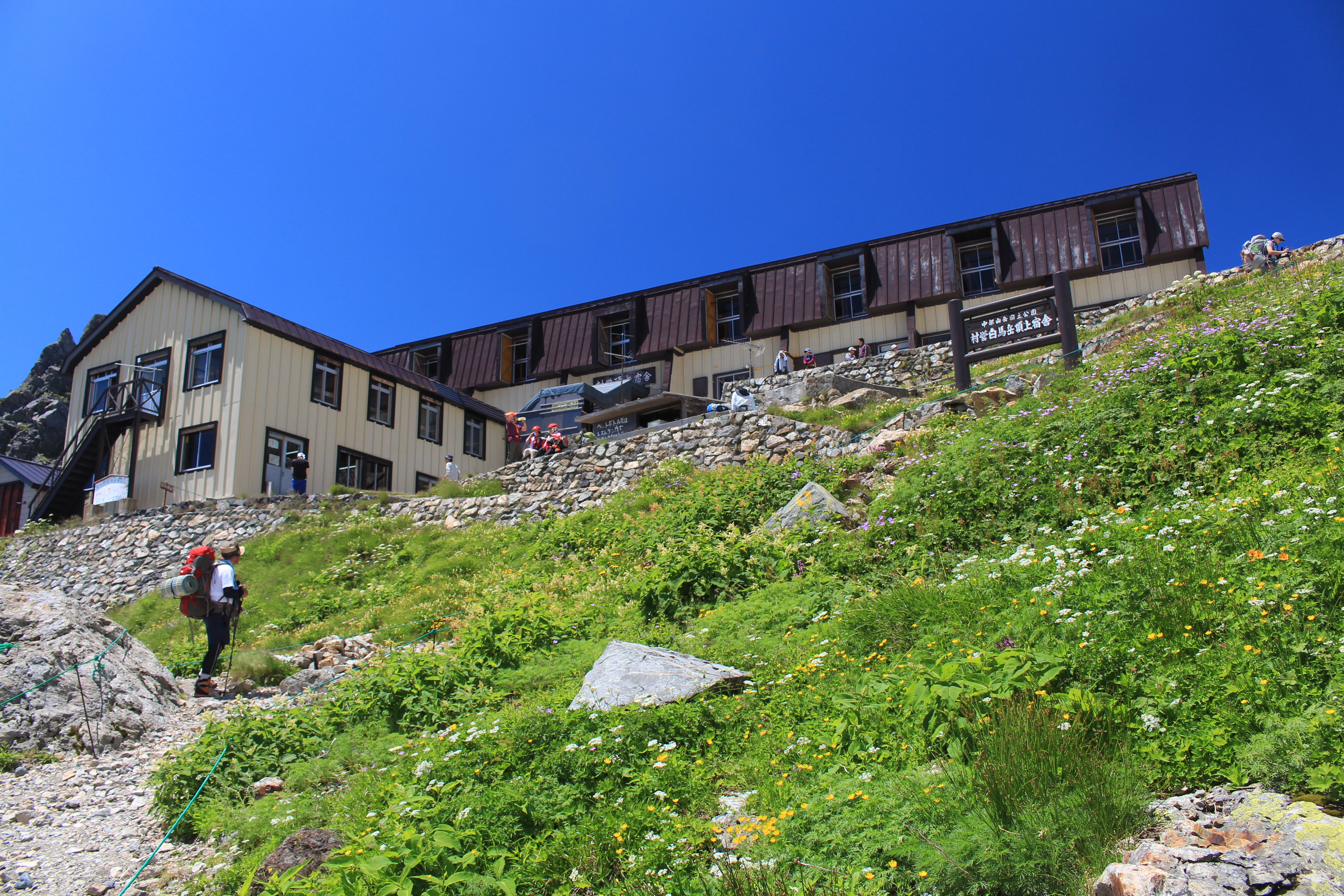
山小屋の前の高山植物の群落

白馬岳頂上宿舎（はくばだけちょうじょうしゅくしゃ）は、長野県北安曇郡白馬村大字北城字白馬山国有林の白馬岳（しろうまだけ）山頂の南西約800 mに位置する山小屋。中部山岳国立公園内の白馬連峰主稜線の直下東側の窪地にあり、白馬岳への登山や後立山連峰縦走時の中継点となる山小屋。

## 概要
白馬村の外郭団体の一般財団法人白馬村振興公社により運営されており、「村営白馬岳頂上宿舎」と呼ばれることもある。白馬岳は「しろうまだけ」と読むのが正式だが、この山小屋は「白馬村」の村名や「白馬駅」の駅名と同様に「はくば」と読むのが正式名称となっている。さらに山頂方面に20分ほど登ると、日本最大の山小屋である白馬山荘がある。山頂までの距離が白馬山荘よりも遠いために、最盛期でも白馬山荘と比較すると混雑がそれほど激しくないことが多い。長野県警山岳遭難救助隊と長野県山岳遭難防止常駐隊（山岳警備隊）の隊員が常駐し、遭難救助、山岳案内、山岳パトロールを行っている。夏期にグリーンパトロール隊が常駐し、白馬山国有林と平川国有林の一帯を巡視して登山道周辺のライチョウと高山植物などの保護管理を行っている。昭和大学医学部白馬診療所（夏山診療所）が併設されている。7月1日-8月31日の期間に白馬山頂簡易郵便局が開設され、消印は「白馬山頂局」となる。この簡易郵便局は毎日山麓と山小屋を徒歩で往復して郵便物を運ぶ、プロのボッカの存在によって成り立っている。小屋の前は雪田末端で、登山者の水場 および山小屋の水源となっている。

## 沿革
- 1932年（昭和7年） - 前身である白馬岳離山石室が建造された[5][8]。
- 1934年（昭和9年） - 石室を改造し、数百人収容できる山小屋に立て直した[9]。
- 1938年（昭和13年）7月 - 2階建ての洋館が増設された[9][注釈 1][8]。
- 1939年（昭和14年）5月 - 近隣の白馬山荘を運営する白馬館との間で、山小屋の共同経営の協定が締結された[8]。
- 1952年（昭和27年）3月29日 - 周辺の白馬岳の一帯が特別天然記念物「白馬連山高山植物帯」の指定を受けた[10][11]。
- 1961年（昭和36年）3月31日 - 白馬館との白馬岳山小屋共同経営協約が解約された[10][12]。
- 1983年（昭和58年） - 総工費約5億円をかけて建替えが行われた[5]。
- 1984年（昭和59年） - 山小屋は白馬村の直営から、一般財団法人「白馬村振興公社」に経営が委譲された[13]。
- 1985年（昭和60年） - 山岳案内所が開設された[5]。

## 山小屋のデータ
2015年10月現在の山小屋データを以下に示す。山小屋の裏手の南側にはキャンプ指定地が併設されている。外来食堂、売店、乾燥室、和室の個室、トイレなどがある。6畳間の個室が20部屋用意されている。食堂ではセルフサービスによるバイキング形式が採られている。14-16人ほどのスタッフで運営されていて、スタッフ用の風呂がある。本館の前には外来食堂の建物があり、その横にはベンチが置かれている。宿泊料金などは、白馬村山小屋条例により定められている。
- 定員 - 416名[注釈 2][15]、白馬連峰の山小屋では、白馬山荘（800名）に次ぎ2番目に収容数が多い。
- 営業期間 - 6月中旬 - 10月上旬
- 宿泊料金 - 1泊2食つき 9,500円、素泊まり 6,600円
- 個室 - 6畳間の個室（20部屋）、別料金
- 水場 - あり
- キャンプ指定地 - あり（テント100張）、使用料 1,000円
- 夏山診療所 - 昭和大学医学部白馬診療所（7月中旬 - 8月中旬）

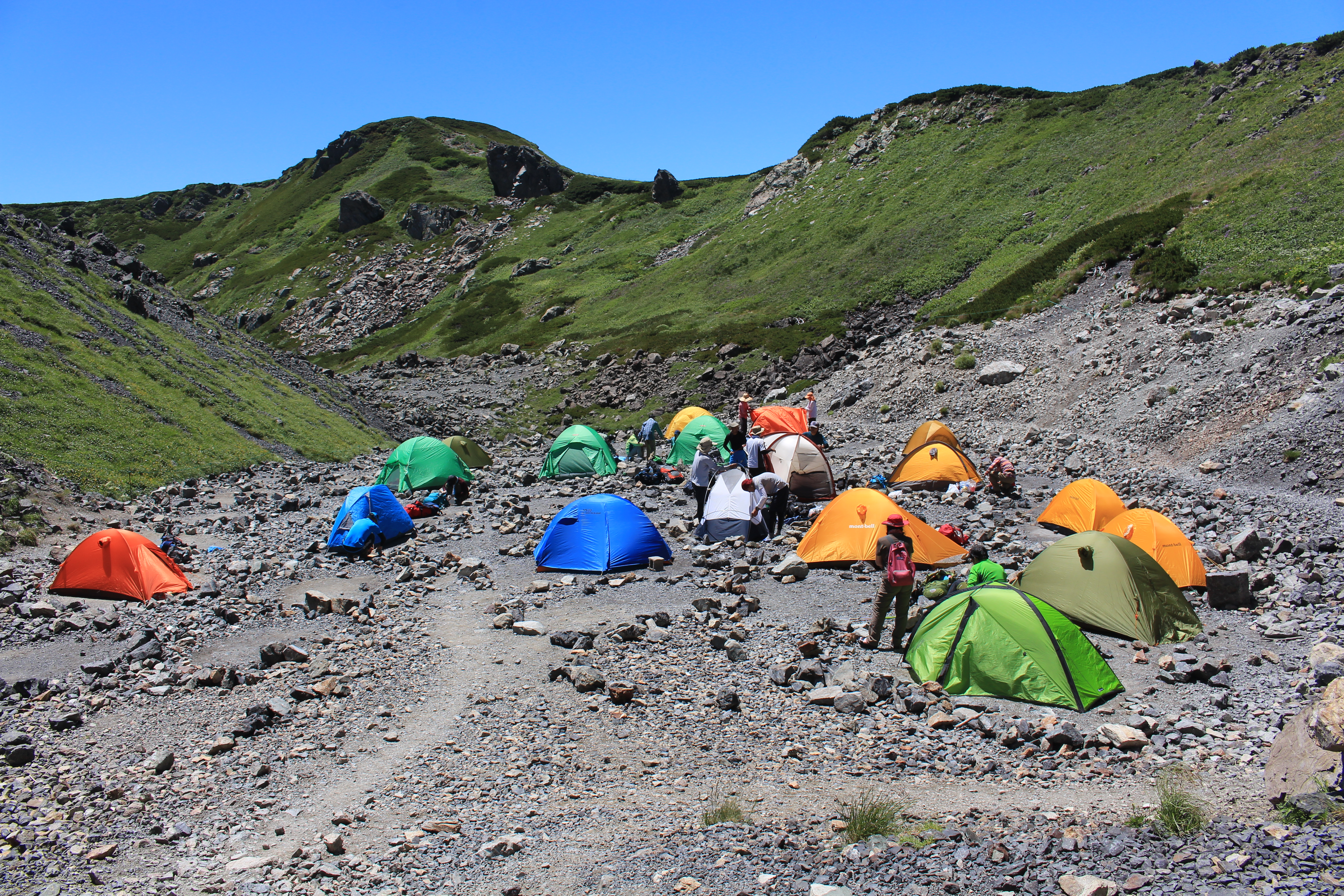
山小屋の南側にあるキャンプ指定地
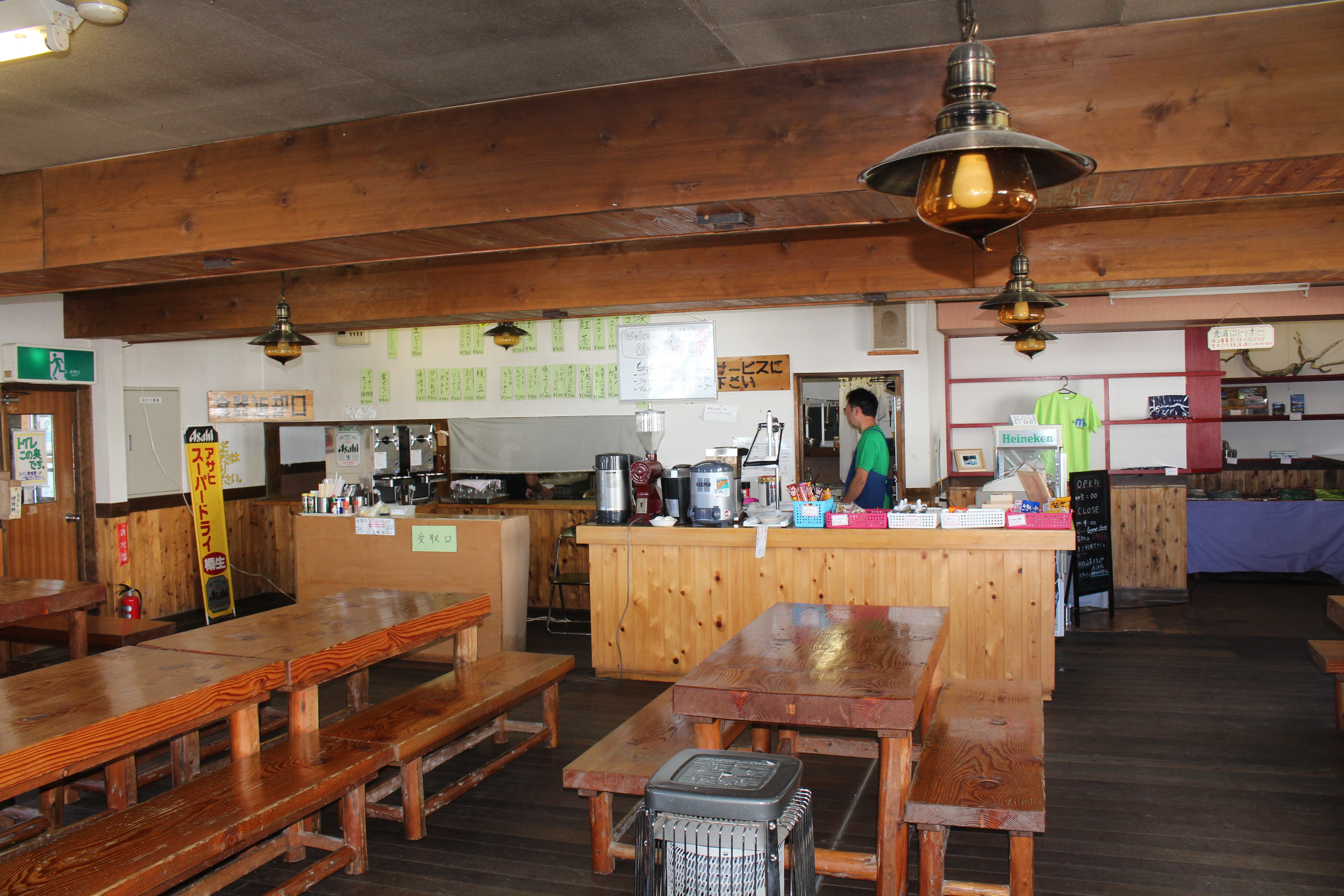
外来食堂
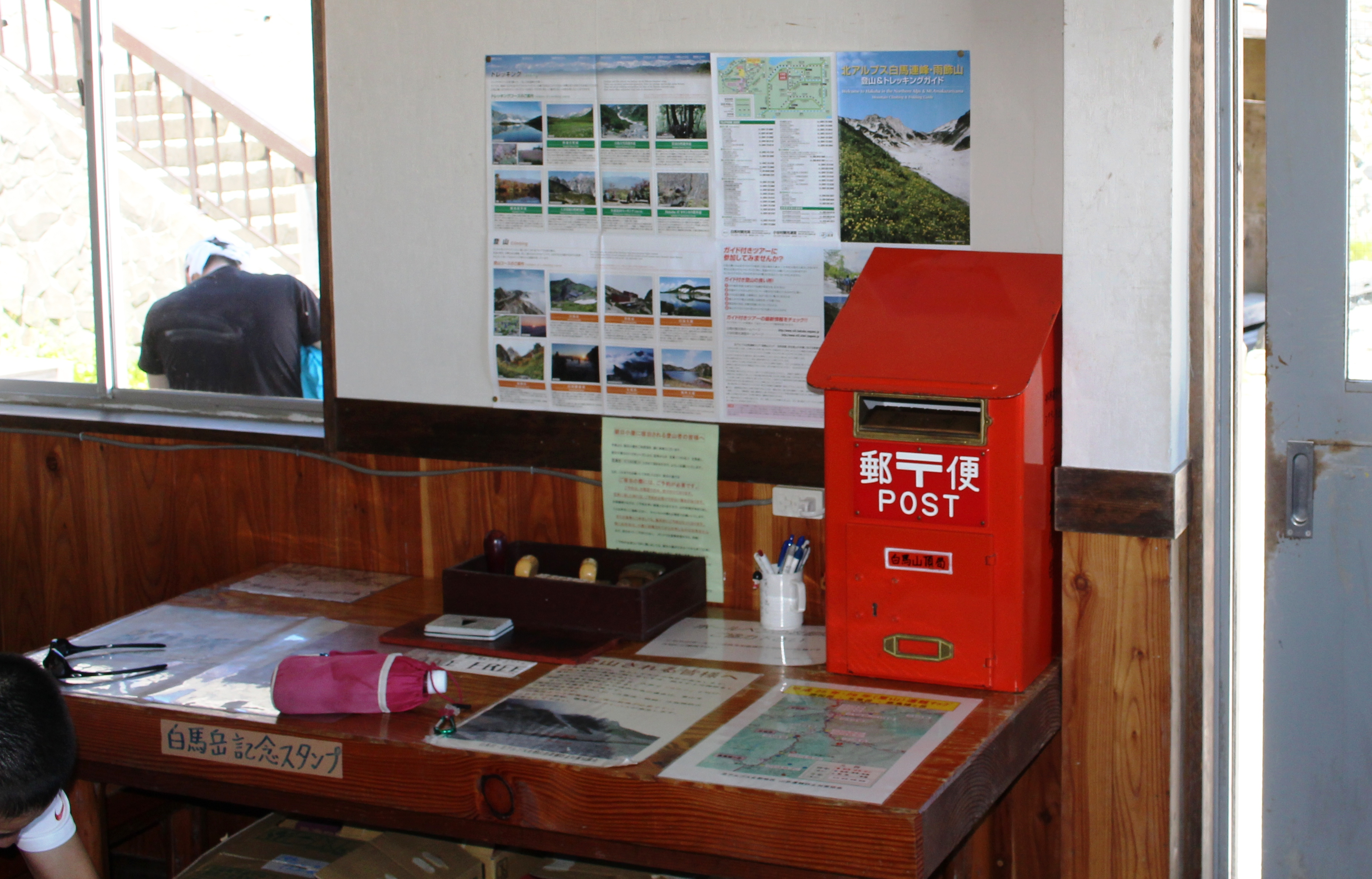
外来食堂内に設置されている郵便ポスト、小屋内には白馬山頂簡易郵便局が開設される

## 宿泊者数の推移
2010年7-9月の宿泊者数は、前年比28.5%増の3,651人であった。

## 周辺の山小屋
登山口や稜線上には、白馬村振興公社および白馬館が運営する山小屋 とキャンプ指定地 などがある。白馬大雪渓の登山口の白馬尻小屋に隣接する白馬振興公社が運営していた「村営白馬尻荘」（収容人数200名） は、2007年から営業を休止し2010年に廃止届が提出される。
| 名称           | 所在地                       | 標高 (m) | 白馬岳頂上宿舎からの 方角と距離 (km) | 収容 人数 | キャンプ 指定地 | 運営           | 備考             |
| -------------- | ---------------------------- | -------- | ------------------------------------ | --------- | --------------- | -------------- | ---------------- |
| 白馬山荘       | 白馬岳山頂直下               | 2,832    | 北東 0.4                             | 800       |                 | 白馬館         | 1906年建造       |
| 白馬岳頂上宿舎 | 白馬岳頂上部の白馬大雪渓分岐 | 2,730    | 0                                    | 416       | テント100張     | 白馬村振興公社 | 1932年建造       |
| 葱平避難小屋   | 白馬大雪渓の上部             | 2,300    | 南東 0.9                             |           |                 | 白馬村振興公社 |                  |
| 白馬尻小屋     | 白馬大雪渓登山口             | 1,560    | 東 2.7                               | 200       | テント15張      | 白馬館         | 解体式           |
| 白馬鑓温泉小屋 | 白馬鑓ヶ岳中腹               | 2,100    | 南南東 3.4                           | 150       | テント20張      | 白馬館         | 解体式、露天風呂 |
| 村営天狗山荘   | 天狗池畔                     | 2,730    | 南 3.6                               | 88        | テント30張      | 白馬村振興公社 | [ 23 ]           |
| 村営猿倉荘     | 白馬岳の猿倉登山口           | 1,250    | 東 4.3                               | 89        |                 | 白馬村振興公社 | 猿倉線バス終点   |

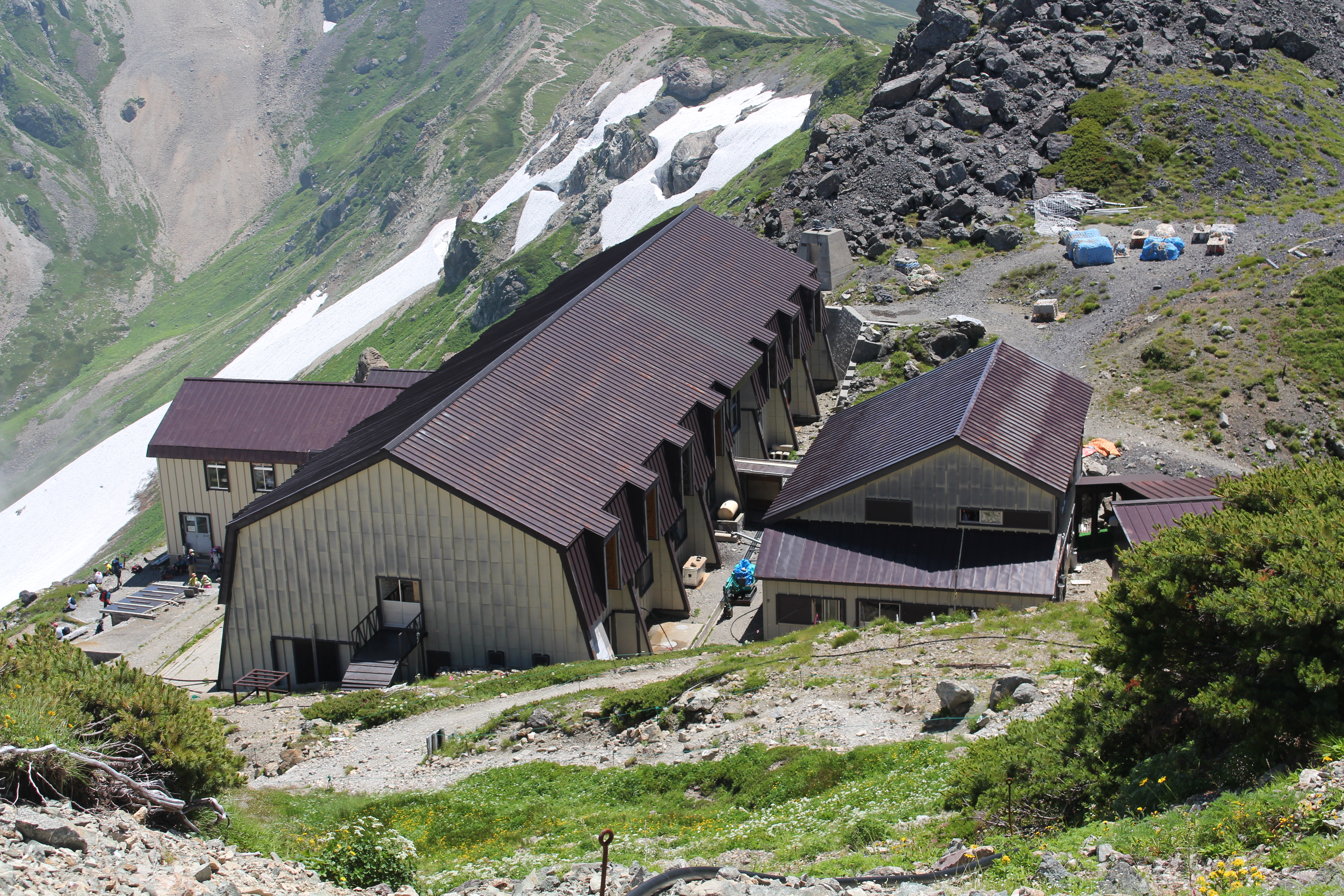
白馬岳頂上宿舎
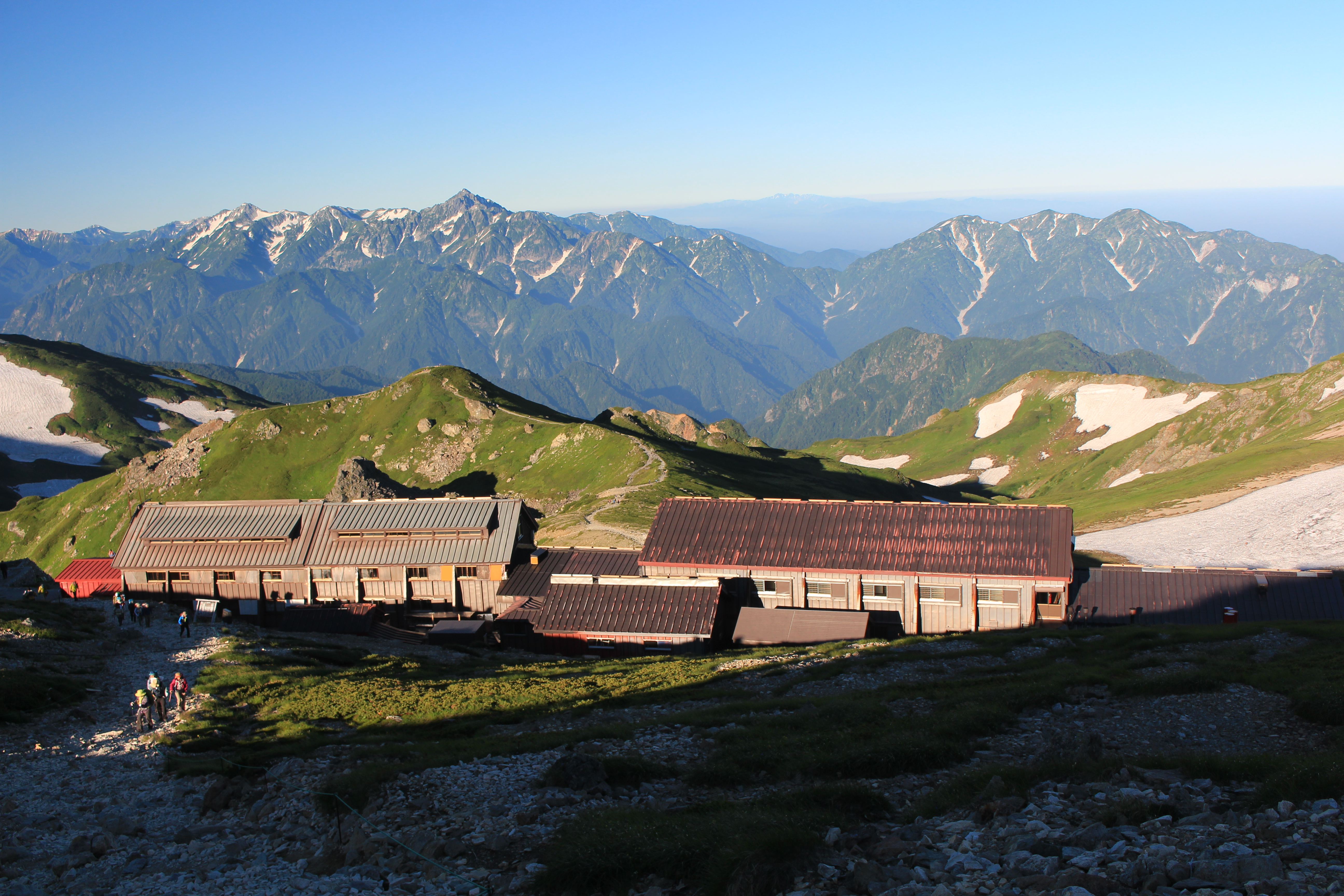
白馬山荘と立山連峰
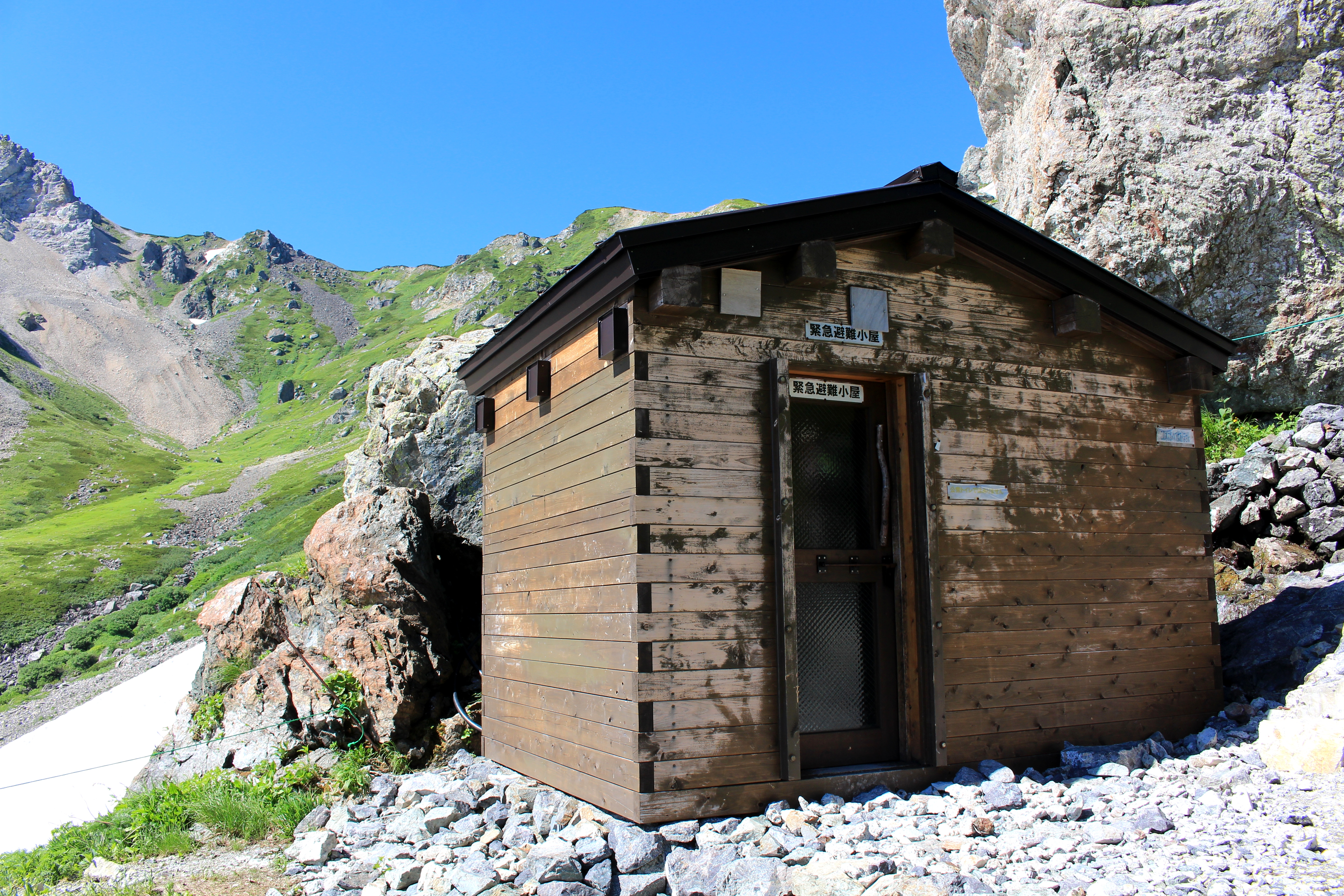
葱平（ねぶかっぴら）避難小屋
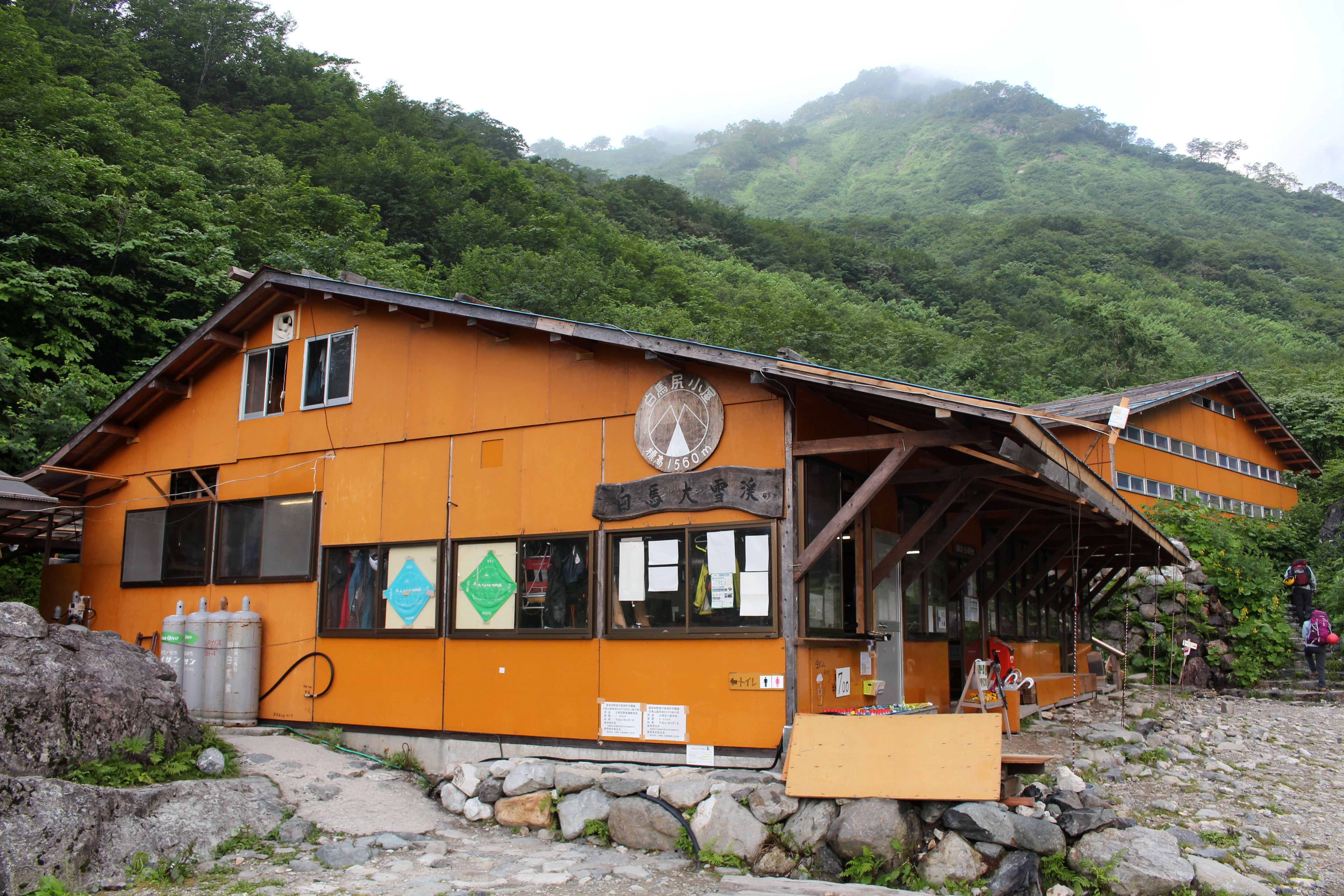
白馬尻小屋
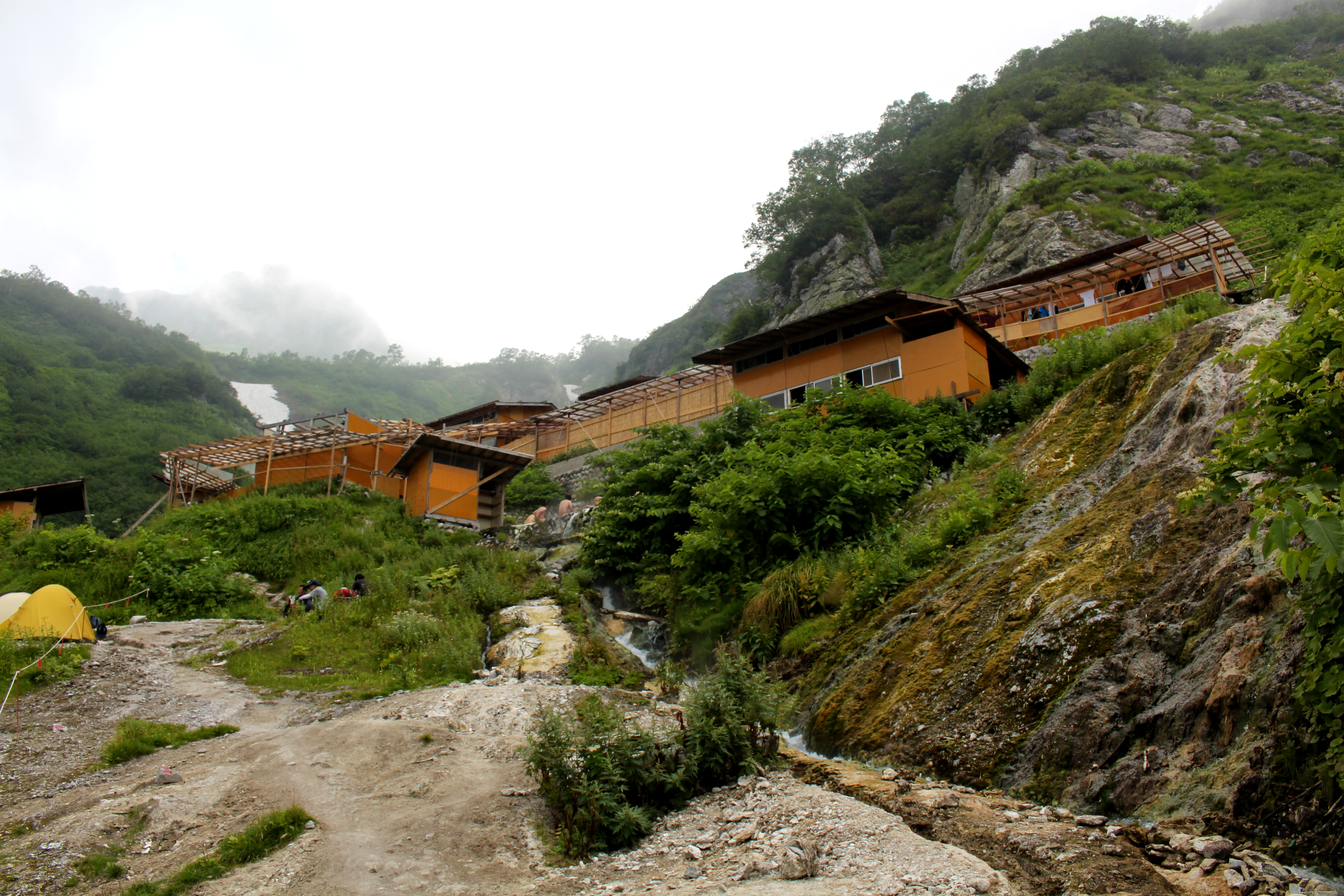
白馬鑓温泉小屋
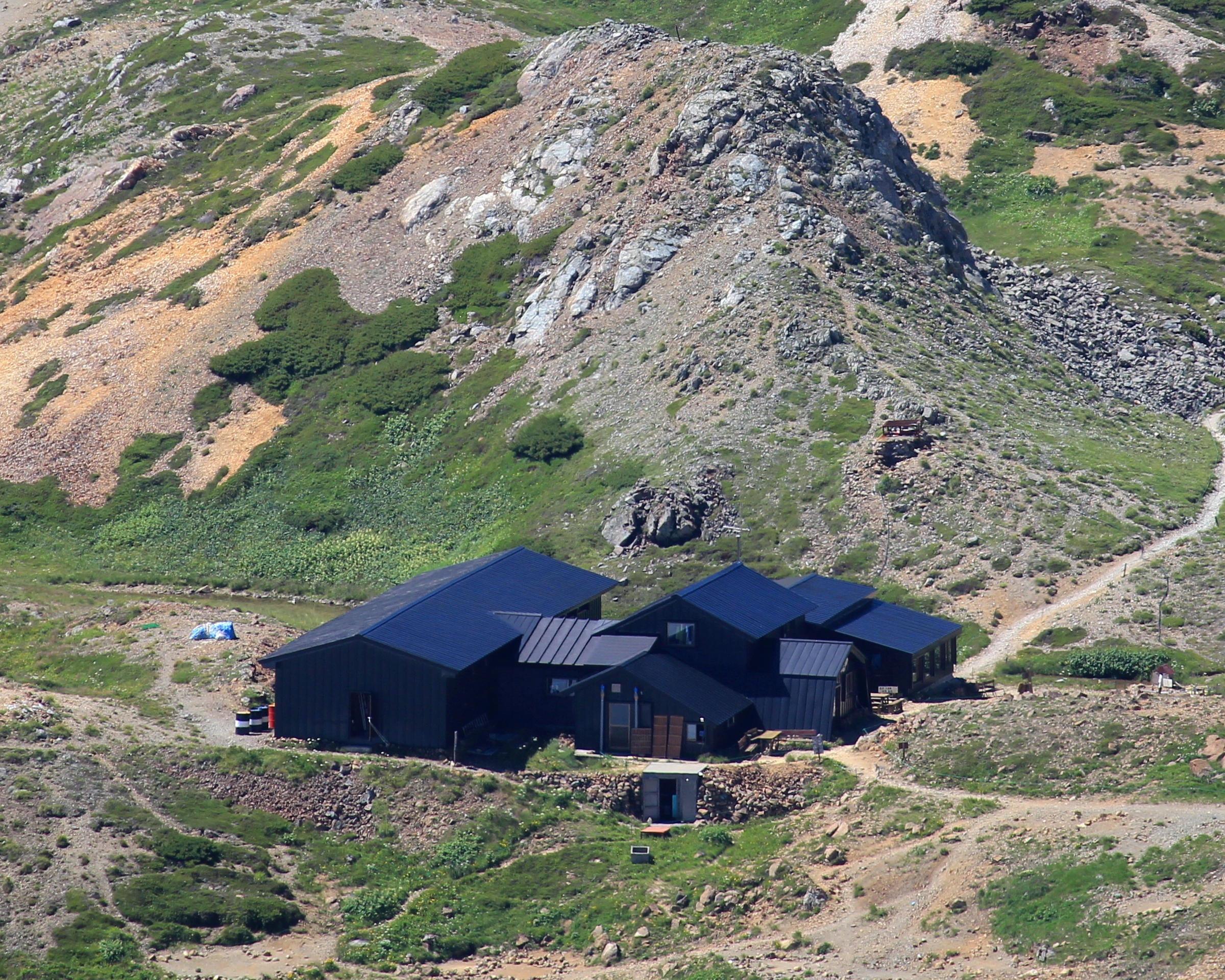
村営天狗山荘
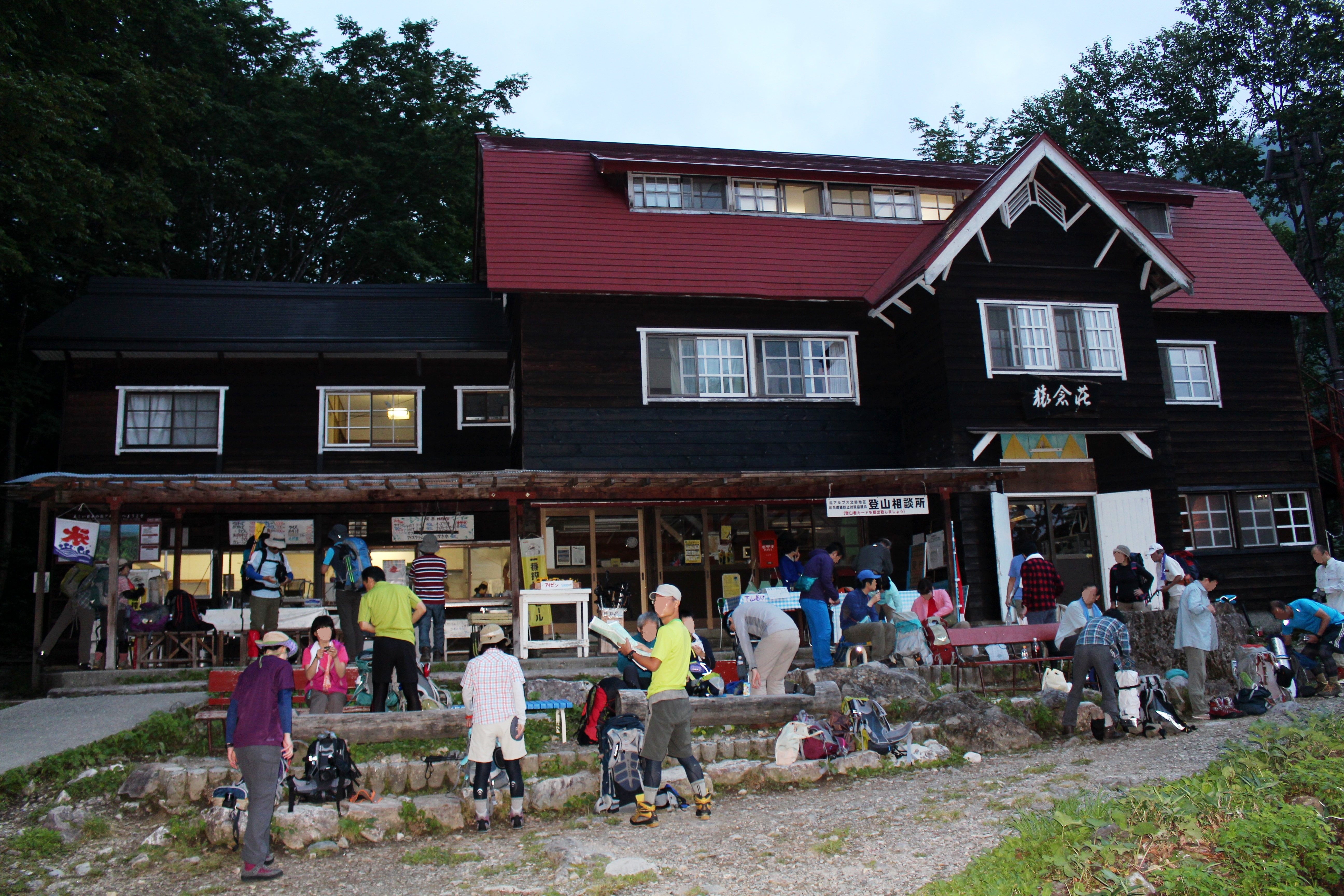
村営猿倉荘

## 白馬の山小屋合戦

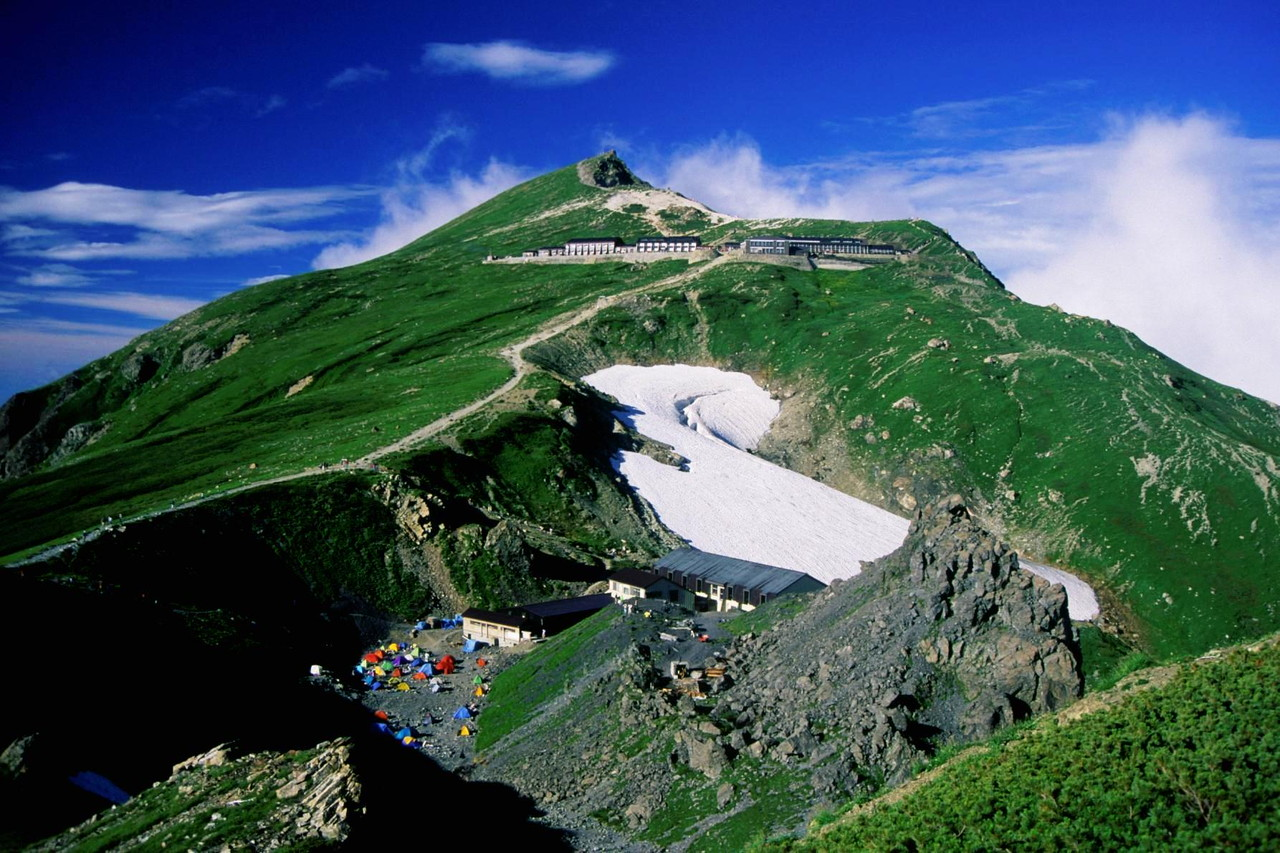
白馬岳山頂部で近い距離で立地する白馬岳頂上宿舎（手前）と白馬山荘（奥）

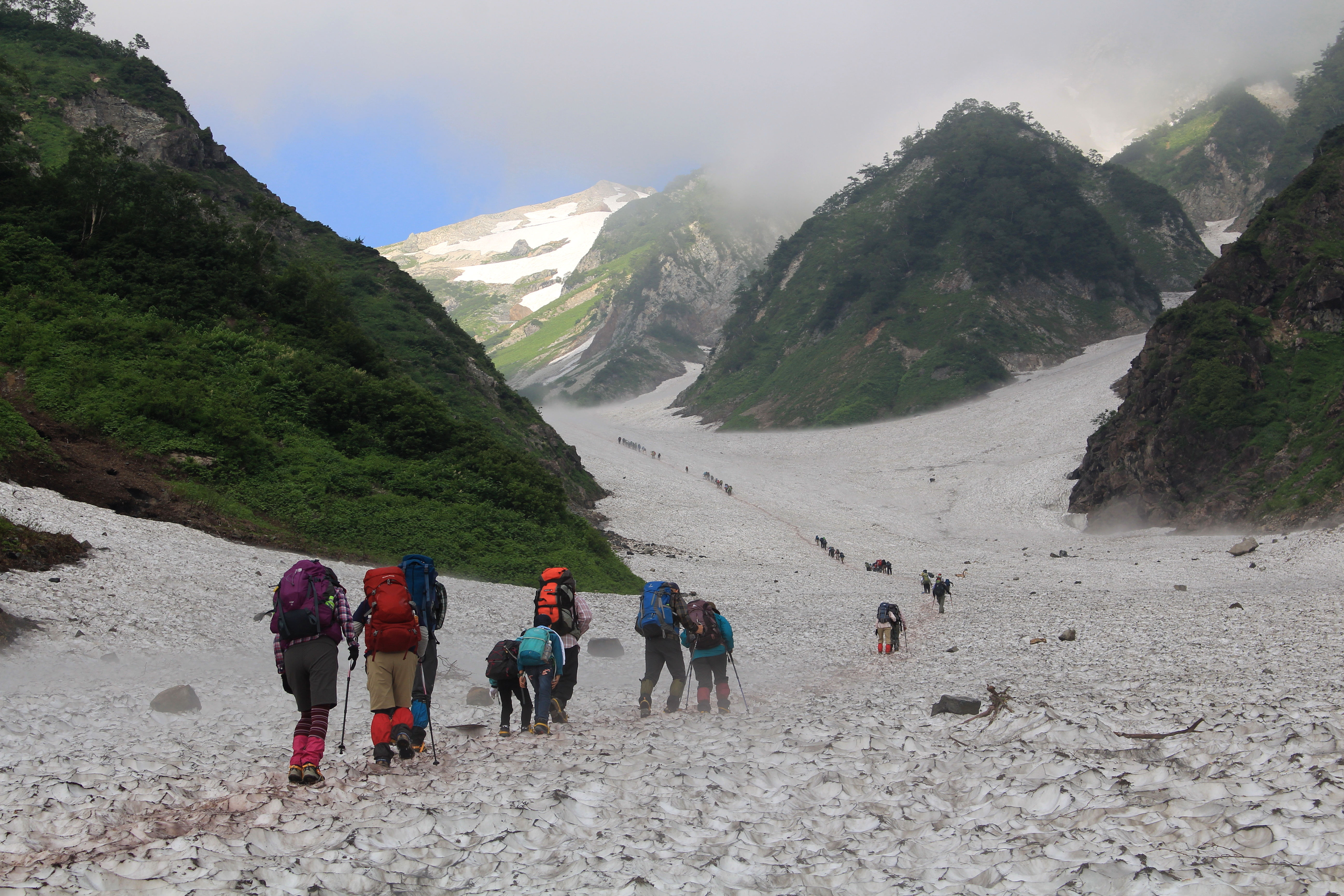
白馬大雪渓を登る登山者の列

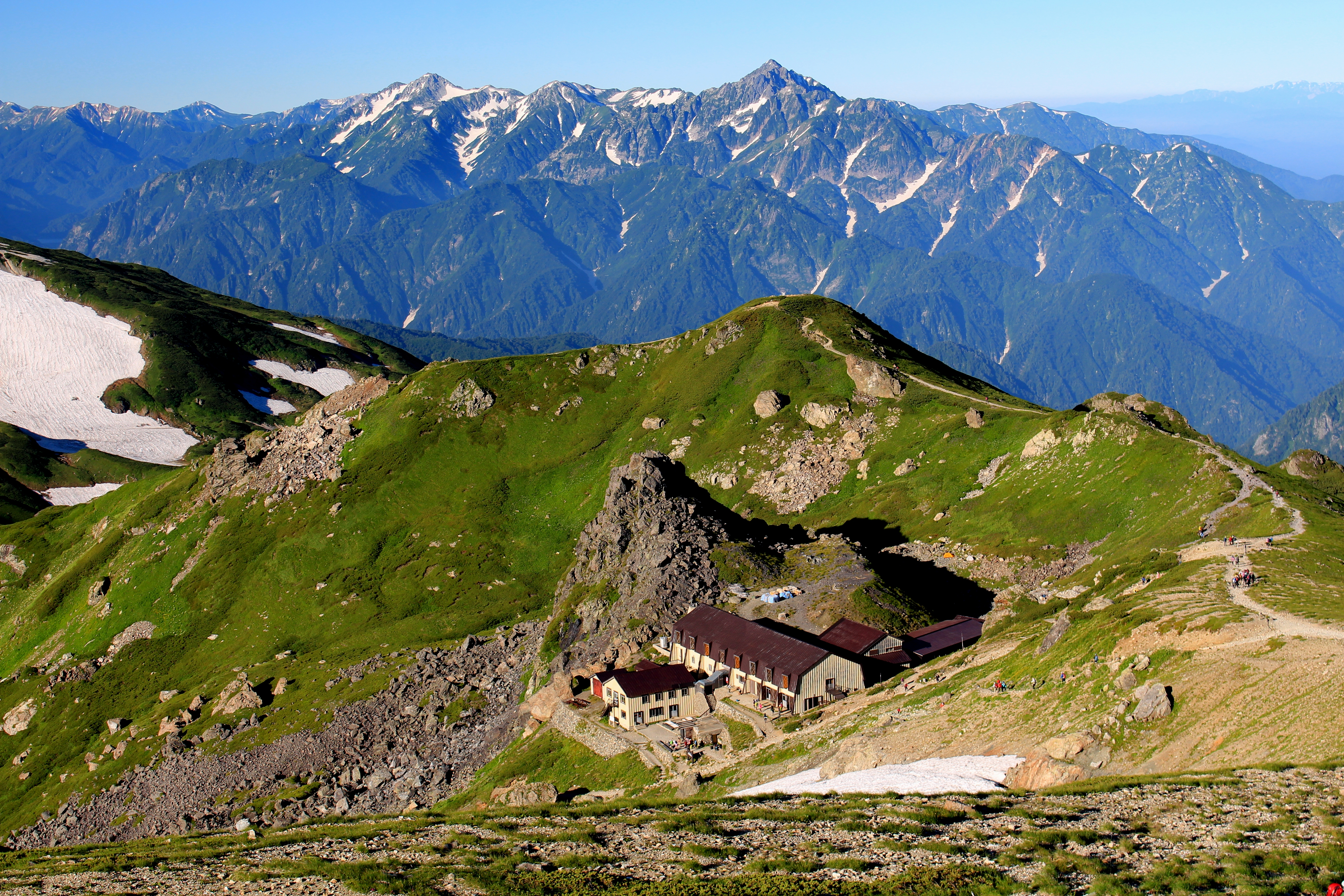
白馬岳頂上宿舎の立地条件、西側に稜線があるため、少し上の稜線上にある白馬山荘と比べると安全面で優れるが、展望の面で劣る

1906年に建造された0.4 kmほどの近接した場所にある株式会社白馬館が運営する白馬山荘とは競合関係にあり、過去に白馬村と民営の白馬館との間で山小屋施設の増強や強引な宿泊者の客引きなどで激しい競争が繰り広げられた。山小屋の立地条件では、山頂に近い白馬山荘の方が展望の面で有利であった。

### 第一次白馬山小屋合戦
1934年（昭和9年）に白馬山頂小屋は洋室付きの新館が建てられ現在の「白馬山荘」と改名され、山岳ホテルをうたった1泊10円の特別室を用意した。1938年（昭和13年）7月に白馬村は、2階建ての洋館が増設し数百人を収容できる白馬岳頂上宿舎を完成させた。これにより白馬村と白馬館との間で第一次白馬山小屋合戦が始まったとされている。白馬岳山頂部の非常に近い位置に2つの山小屋が立地することとなり、信濃四ツ谷駅では下車する登山者を相手に客引きが行われる事態となった。猿倉から白馬大雪渓-小雪渓-白馬岳頂上宿舎を経由して白馬岳頂上へ至る従来のルートの他に、小雪渓の上部から直接白馬山荘へ至るルートが作られた。これにより分岐点に両者の山小屋の従業員が出て、声をかけ合う事態となった。こうした事態に東京の有力者が仲裁に乗り出し、1939年（昭和14年）5月に白馬村と白馬館との間で、山小屋の共同経営の協定が締結された。利益は68%を白馬館、32%を白馬村で分け合うことで決着した。

### 第二次白馬山小屋合戦
1961年（昭和36年）3月31日に、白馬館との白馬岳山小屋共同経営協約が解約されたことにより、第二次白馬山小屋合戦が始まったとされている。当時の人気週刊誌『サンデー毎日』と『週刊読売』でこの激しい競争の様子がトップ扱いで報道された。白馬村は信濃四ツ谷駅に村職員を配置し、白馬岳頂上宿舎の宿泊の予約取ったり、登山口の猿倉で予約券の販売を行った。白馬山荘は第3新館まで10余棟増築を繰り返し、日本で最大規模の山小屋となる収容人数を一時1,500名としていた。白馬山荘の敷地が白馬村と富山県下新川郡朝日町にまたがっていたことから、昭和35年度分から固定資産税を朝日町へも納税するようになった。このため白馬山荘の全施設が白馬村にあると主張する太田新助村長は、白馬館の経営者の松沢恒久への批判を強めた。白馬岳頂上宿舎は収容人数を1,000名ほどまで増やしたが、設備を含めた総合面で白馬山荘に見劣りした。さらに白馬村は白馬館への対抗措置として白馬館の白馬尻小屋の隣に大雪渓山荘（村営白馬尻荘）を建設した。白馬村は白馬岳頂上宿舎を白馬館の白馬山荘に負けない建物にするために貨物索道を計画してリフトを造ってみたものの失敗に終わった。

### その後

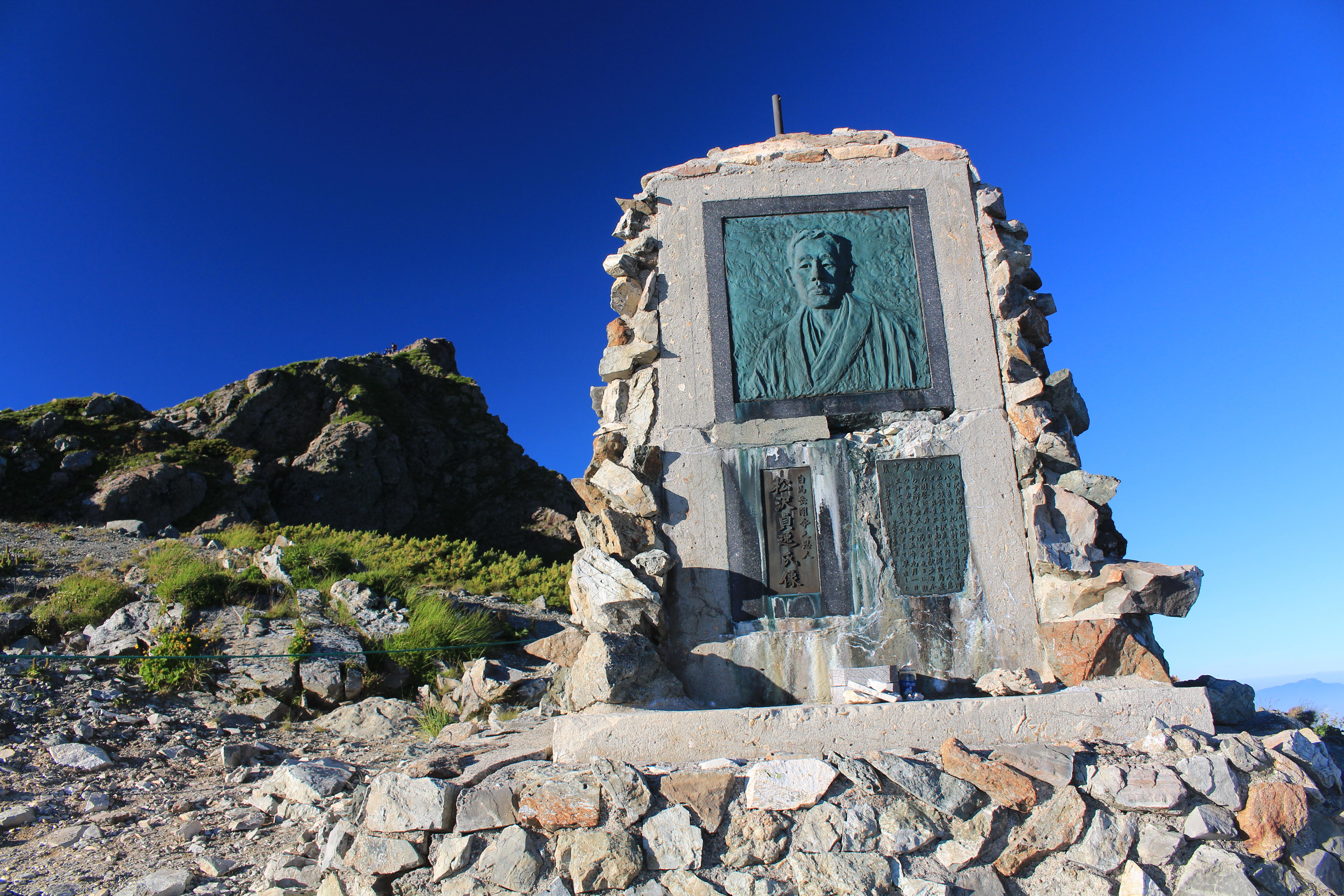
白馬山荘付近に設置されている松沢貞逸のレリーフ

昭和41年に太田新助村長の急死に伴い、白馬村の白馬館への追撃作戦は冷めていった。1967年（昭和42年）からは、貞逸祭（白馬山荘の建造者で白馬岳開山に多大な功績を残した松沢貞逸を顕彰する白馬村の行事）が白馬村と白馬館が連携して開催されるようになった。その後、白馬大雪渓とや小雪渓のステップ切りや整備を白馬岳頂上宿舎と白馬山荘の従業員が協力して行っている。1984年（昭和59年）から白馬岳頂上宿舎は白馬村の直営から、一般財団法人「白馬村振興公社」に経営が委譲された。2015年10月現在、白馬村振興公社は、白馬岳頂上宿舎の他、村営猿倉荘、村営天狗荘、八方池山荘、山小屋を経営していて、白馬尻荘は2007年に営業を休止し、廃止されることになった。一方白馬館は、白馬山荘の他、白馬尻小屋、白馬大池山荘、栂池ヒュッテ、白馬鑓温泉小屋、五竜山荘、キレット小屋の山小屋を経営している。1990年（平成2年）に白馬山荘の第1新館前にレストラン棟「スカイプラザ白馬」が建造された。2000年頃の白馬岳頂上宿舎と白馬山荘の宿泊者数は合わせて年間3万人ほどまで落ち込んできて、白馬岳頂上宿舎の宿泊者数は白馬山荘の半分程度とみられている。

## 地理

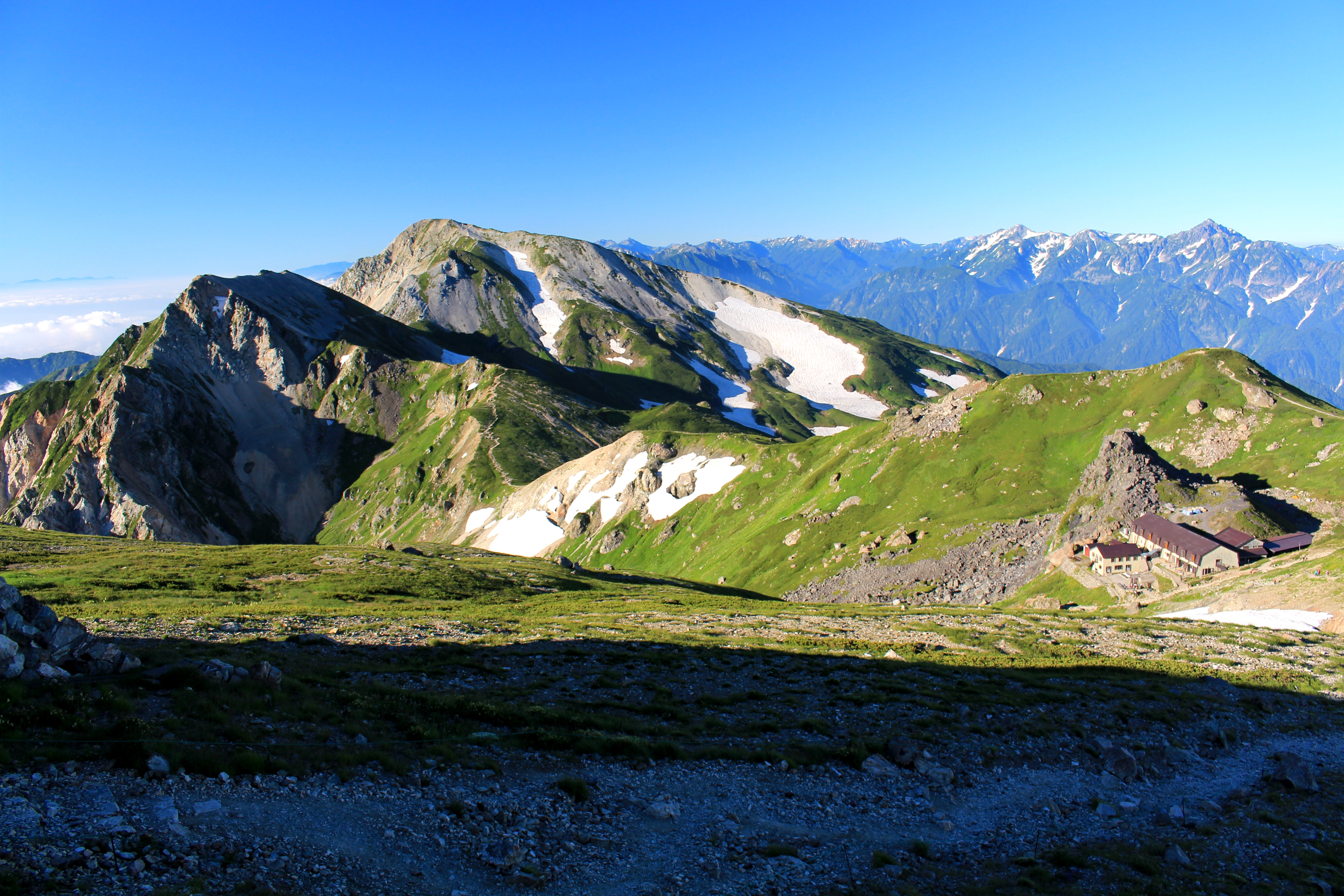
白馬岳から望む杓子岳、白馬鑓ヶ岳、丸山、右手前に白馬岳頂上宿舎、左隣に岩峰の離山、右奥に黒部川を挟んで対峙する立山連峰

姫川水系松川北俣入の支流の源頭部の高山帯に位置する。日本海側の特別豪雪地帯にある。白馬岳は、日本百名山、新日本百名山、花の百名山、新・花の百名山および一等三角点百名山の一つに選定されている山。日本で26番目に標高が高い山である。

### 周辺の山
白馬岳頂上宿舎の東隣に小岩峰の「離山」がある。南西0.3 kmには、標高2,768 mの小ピークの丸山がある。周辺の東斜面では山体崩壊があり、離山は丸山方面から横に滑った山であるとみられている。猿倉から白馬大雪渓を経て白馬岳へ登頂する登山道の白馬連峰との合流点直下にある。東側の猿倉へ下る登山道、南側の白馬鑓ヶ岳、唐松岳方面への縦走路、西側の清水岳を経て祖母谷温泉へ下る登山道、北側の白馬岳方面への縦走路への分岐点となる。
| 画像                                                                    | 山名         | 標高(m)  | 三角点等級 基準点名 | 白馬岳頂上宿舎からの 方角と距離(km) | 備考                  |
| ----------------------------------------------------------------------- | ------------ | -------- | ------------------- | ----------------------------------- | --------------------- |
| 丸山から望む白馬岳と山小屋（白馬岳頂上宿舎と白馬山荘）（2000年7月30日） | 白馬岳       | 2,932.24 | 一等 「白馬岳」     | 北東 0.8                            | 日本三百名山 白馬三山 |
| 白馬岳の南側から望む旭岳（1996年9月28日）                               | 旭岳         | 2,867    |                     | 北西 0.8                            |                       |
| 白馬頂上山荘（2015年8月1日）                                            | 白馬頂上山荘 | 2,730    |                     | 0                                   |                       |
| 北白馬岳から望む杓子岳（2015年7月31日）                                 | 杓子岳       | 2,812    |                     | 南南東 1.5                          | 白馬三山              |
| 杓子岳から望む白馬鑓ヶ岳（2015年8月1日）                                | 白馬鑓ヶ岳   | 2,903.11 | 三等 「鎗ケ岳」     | 南 2.4                              | 白馬三山              |

### 交通・アクセス

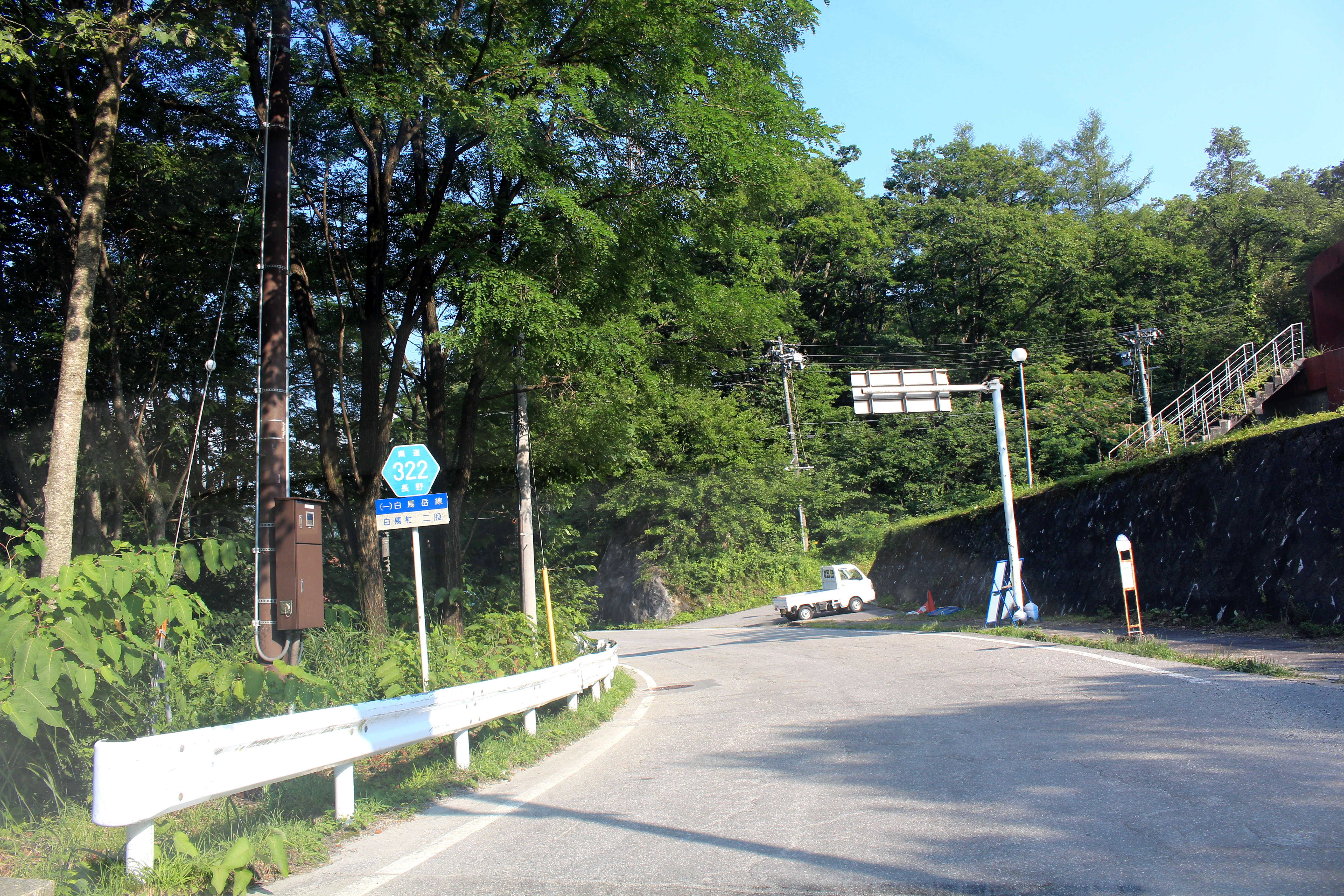
白馬駅と登山口の猿倉を結ぶ長野県道322号白馬岳線、登山シーズン中はアルピコ交通猿倉線の路線バスが運行されている。

1960年（昭和35年）に白馬駅から猿倉へのバス道路となる長野県道322号白馬岳線が開通した。最寄りの登山口は、白馬岳への最短ルートの登山口でもある猿倉。猿倉へは、東日本旅客鉄道（JR東日本）大糸線の白馬駅からアルピコ交通猿倉線の路線バスが、ゴールデンウィークと7月上旬-10月上旬にかけて季節運行されている。東京都新宿西口から猿倉へは、毎日企画サービス株式会社による完全予約制の登山バス「毎日アルペン号」が登山シーズン中に季節運行されている。猿倉から白馬大雪渓と白馬岳頂上宿舎を経て白馬岳へ登頂する登山道ルートは、長野県山岳総合センターによる「信州　山のグレーディング」で、技術的難易度が「ランクC/(A-E)」（中程度）、体力度が「4.5/1-10」（中程度、1泊以上が適当）とされている。1991年8月1-7日の後立山連峰の登山者（総数6,922人）を分析した結果では、猿倉からの入山者数が3,858人であった。そのうち3,734人（97%）が白馬大雪渓と白馬岳頂上宿舎を経由して白馬岳に登頂し、1,812人（47%）が白馬大池方面に向かい、1,122（29%）が白馬三山と鑓温泉を経由して猿倉へ下山し、250人（6%）大雪渓を経由して猿倉へ往復した。
- アルピコ交通猿倉線の終点となるバス停「猿倉」の西4 kmに位置する。
- 東日本旅客鉄道（JR東日本）大糸線の白馬駅の西北西12 kmに位置する。
- 安曇野ICの北北西 53kmに位置する。登山口の猿倉の河川敷には、登山者用の無料駐車場（150台）が整備されている[41]。シーズン中に猿倉の駐車場が満車となることもあり、下部の八方の駐車場も利用される[42]。